# Алга (село)
Алга (кирг. Алга) — село в Узгенском районе Ошской области Кыргызстана. Входит в состав Кызыл-Октябрьского аильного округа. Код СОАТЕ — 41706 255 844 02 0

## Население
По данным переписи 2023 года, в селе проживало 1 901 человек.